# Malong
Malong, tidigare stavat Malung, är ett härad som lyder under Qujings stad på prefekturnivå i Yunnan-provinsen i sydvästra Kina.